# Андрија Мугоша
Андрија Мугоша (Доња Горица, код Подгорице, 22. децембар 1910 — Подгорица, 8. април 2006) био је учесник Народноослободилачке борбе, друштвено-политички радник СФР Југославије и СР Црне Горе и народни херој Југославије.

## Биографија
Андрија Мугоша рођен је 22. децембра 1910. године у Доњој Горици код Подгорице. Потиче из сиромашне сеоске породице, која није имала средства да га школује, па он врло рано почиње да ради као грађевински радник.
Ускоро постаје активан члан омладинског и револуционарног радничког покрета. Године 1933. постаје члан Комунистичке партије Југославије. Партија му поверава одговорне задатке у Савезу комунистичке омладине Југославије и КПЈ. Године 1935. изабран је за члана Окружног комитета СКОЈ-а, а 1936. за члана Окружног комитета КПЈ за подгорички округ. Члан Привременог покрајинског комитета КПЈ за Црну Гору постаје 1939. године.
Због револуционарне активности често је хапшен и прогањан. Крајем 1940. године ухапшен је и интерниран у концентрациони логор у Смедеревској Паланци, где остаје све до пуча 27. марта 1941. године. Затим се враћа у Црну Гору и заједно са друговима врши припреме за оружану борбу, односно Тринаестојулски устанак.

### Народноослободилачки рат
Од самог почетка Народноослободилачког рата налазио се у првим борбеним редовима. Истицао се вршећи многе одговорне војне и политичке функције. Као партијски и војно-политички руководилац истакао се у више борби, које су водиле јединице у којима је био. Као заменик комесара батаљона истакао се у борбама на тромеђи Црне Горе, Босне и Херцеговине јула 1942. године, а у марш-пробоју Пете пролетерске бригаде и Херцеговачког одреда јула и августа 1942. у борбама на Зеленгори, Трескавици и Забрђу, показао је велику храброст и чврстину. Као заменик комесара и партијски руководилац Пете пролетерске бригаде истакао се у многим њеним подухватима, нарочито у централној Босни и за време Четврте непријатељске офанзиве. Истакао се и у борбама на Неретви.
У току Народноослободилачке борбе налазио се на дужности помоћника комесара Пете црногорске пролетерске бригаде, а затим помоћника комесара Главног штаба НОВ и ПО за Црну Гору. Средином 1943. године изабран је за члана Покрајинског комитета КПЈ за Црну Гору, Боку и Санџак.

### Послератна каријера
После ослобођења земље, наставља своју активност у изградњи социјалистичке Југославије. На оснивачком конгресу Комунистичке партије Црне Горе 1948. године, изабран је за организационог секретара Централног комитета. Члан Централног комитета Комунистичке партије Југославије постао је исте године, на Петом конгресу КПЈ.
Вршио је многе друштвено-политичке функције:
- потпредседник Президијума Народне скупштине Црне Горе
- потпредседник Владе НР Црне Горе
- потпредседник, а од 5. маја 1963. до 5. маја 1967. године председник Скупштине Црне Горе

Био је савезни и републички посланик у више сазива. Био је члан Савета федерације од 1967. године.
Умро је 8. априла 2006. године у Подгорици.
Носилац је Партизанске споменице 1941. и других високих признања и одликовања. Орденом народног хероја одликован је 27. новембра 1953. године.